# Ashtavakra Gita

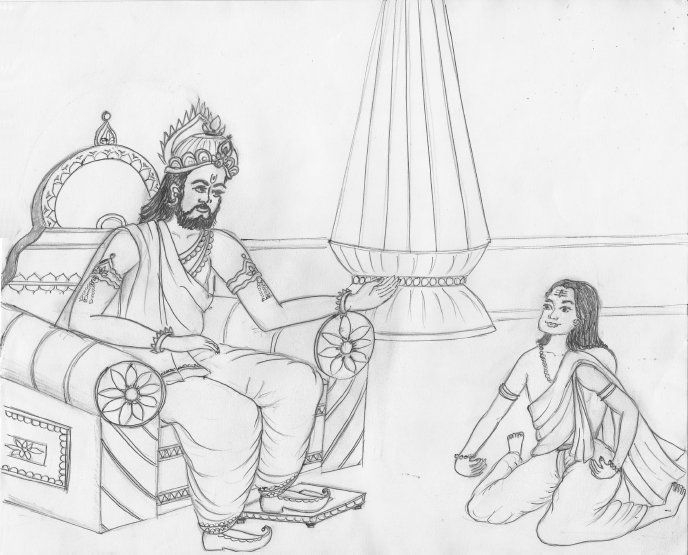
Janaka y Ashtavakra - Arte en el libro Ashtavakra (2010)

El Ashtavakra Gita (sánscrito: अष्टावक्रगीता; AITS: aṣṭāvakragītā), también conocido como el Ashtavakra Samhita o el Canto de Ashtavakra, es un texto clásico de la escuela filosófica Advaita Vedanta.  Está narrado en forma de diálogo entre el maestro Ashtavakra y Janaka, rey de Mithila.

## Datación
Radhakamal Mukerjee sitúa el texto inmediatamente después de la escritura del Bhagavad Gita, entre los siglos VI y IV a. C. J. L. Brockington, profesor emérito de sánscrito en la Universidad de Edimburgo, lo fecha en un periodo bastante posterior, ya sea en el siglo VIII d. C., escrito por un discípulo de Shankara, o en el XIV durante el renacimiento de las enseñanzas de Shankara.

## Identificación de Ashtavakra
Ashtavakra es probablemente el sabio tocayo que aparece en el Mahabharata, aunque no se le ha identificado claramente en ningún texto conocido. Mukharjee reconoce en Janaka al padre de Sita, discípulo del sabio Yajnavalka en el Upanishad Brihadaranyaka. Janaka aparece también en el Bhagavad Gita, III.20–25, como el rey que alcanzó la perfección.

### Resumen
El Ashtavakra Gita es un diálogo entre Ashtavakra y Janaka sobre la naturaleza del Si (Atman), la realidad sensible y las ataduras que nos ligan a dicha realidad. El texto muestra una visión radical de la filosofía no dualista, Advaita Vedanta. Insiste en la completa irrealidad del mundo sensible y la absoluta unidad de la existencia. El autor rechaza los valores morales y los deberes humanos, por lo muchos lo consideran un texto ateo.

### Estructura
El libro comprende veinte capítulos:
1. Saksi: Visión del Atman como el testigo que lo impregna todo
2. Ascaryam: La maravilla del Atman infinito más allá de la naturaleza
3. Atmadvaita: El Atman en todo y todo en el Atman
4. Sarvamatma: El conocedor y el no conocedor del Atman
5. Laya: Los niveles de disolución de la consciencia
6. Prakrteh Parah: La irrelevancia de la disolución de la consciencia
7. Santa: El tranquilo e ilimitado océano del Atman
8. Moksa: Esclavitud y libertad
9. Nirveda: Indiferencia
10. Vairagya: Templanza
11. Cidrupa: Atman como inteligencia pura y radiante
12. Svabhava: La ascensión en la contemplación
13. Yathasukham: Felicidad transcendental
14. Isvara: La disolución natural de la mente
15. Tattvam: Brahman
16. Svasthya: Autorrealización a través de la anulación del mundo
17. Kaivalya: La absoluta soledad del Atman
18. Jivanmukti: El camino y destino del Samadhi
19. Svamahima: La majestad del Ataman
20. Akincanabhava: La transcendencia del Atman